# Ekspedycja 22
Ekspedycja 22 – dwudziesta druga ekspedycja na Międzynarodową Stację Kosmiczną, która trwała od 30 listopada 2009 r. (odcumowanie Sojuza TMA-15) do marca 2010 r. Załoga stacji była niepełna (pełny skład wynosi sześć osób) ze względu na miejsce zajęte w Sojuzie TMA-16 przez turystę kosmicznego Guya Laliberté z Kanady.

## Załoga
Załoga stacji składała się początkowo z dwóch, a później z pięciu członków. Jeffrey Williams i Maksim Surajew przeszli z Ekspedycji 21, pozostałych trzech astronautów przyleciało na stację 22 grudnia 2009 na pokładzie Sojuza TMA-17.
- Jeffrey Williams (3) Dowódca – NASA
- Maksim Surajew (1) Inżynier pokładowy 1 – Roskosmos
- Oleg Kotow (2) Inżynier pokładowy 2 – Roskosmos
- Timothy Creamer (1) Inżynier pokładowy 3 – NASA
- Sōichi Noguchi (2) Inżynier pokładowy 4 – JAXA

Liczba w nawiasie oznacza liczbę lotów odbytych przez każdego z astronautów, łącznie z Ekspedycją 22.